# ریچارد تایس
ریچارد تایس (انگلیسی: Richard Tice؛ زادهٔ سپتامبر ۱۹۶۴) سیاست‌مدار و کارآفرین اهل بریتانیا است. او رئیس یک شرکت مدیریت دارایی بوده و از حمایت‌کنندگان حزب برگزیت است. او پیش از عضویت در حزب برگزیت از اعضای حزب محافظه‌کار بریتانیا بود.